# Ilybius angustior
Ilybius angustior es una especie de escarabajo del género Ilybius, familia Dytiscidae. Fue descrita científicamente por Gyllenhal en 1808.

## Distribución geográfica
Habita en Europa, el norte de Asia (excluyendo China) y Norteamérica.